# Villiers-le-Roux
Villiers-le-Roux là một xã thuộc tỉnh Charente trong vùng Nouvelle-Aquitaine tây nam nước Pháp. Xã này có độ cao trung bình 130 mét trên mực nước biển.